# Studnia za Igłą
Studnia za Igłą – schronisko na lewym brzegu potoku Brodła na Garbie Tenczyńskim będącym częścią Wyżyny Krakowsko-Częstochowskiej. Należy do wsi Brodła w województwie małopolskim, w powiecie chrzanowskim, w gminie Alwernia.

## Opis obiektu
Obiekt znajduje się w skale położonej zaraz za górną częścią skały Gaudynowska Baszta (czasami nazywanej Igłą). Otwór studni znajduje się na poziomie gruntu i porośnięty jest paprociami i innymi roślinami. Dojście do tego otworu jest łatwe. Opada z niego pionowa studnia, która powstała na pionowej rozpadlinie. Strop utworzyły zaklinowane bloki skalne. Od rozpadliny prowadzi ciasne wyjście na strome zbocze skały o ekspozycji północno-wschodniej. Jest jeszcze jeden niewielki otwór w stropie. Ponadto ze środkowej części rozpadliny prowadzi krótki korytarzyk przechodzący w niedostępną dla człowieka szczelinę wiodąca w głąb skały.
Obiekt powstał w wapieniach z okresu jury późnej wskutek pęknięcia i rozsunięcia się skał. Część z nich zawaliła się i zaklinowała tworząc strop. Jest w całości oświetlony rozproszonym światłem słonecznym i poddany wpływom zewnętrznego środowiska. Jedyne formy naciekowe (grzybki) występują na ścianach niewielkiego korytarzyka. Dno pokryte próchnicą i grubą warstwą liści. Na ścianach rosną porosty i mchy, ze zwierząt obserwowano motyle, komary i pająki.

## Historia poznania i dokumentacji
Obiekt nie był opisywany. Po raz pierwszy jego dokumentację opracował M. Pruc w 1999 roku. On też sporządził plan.

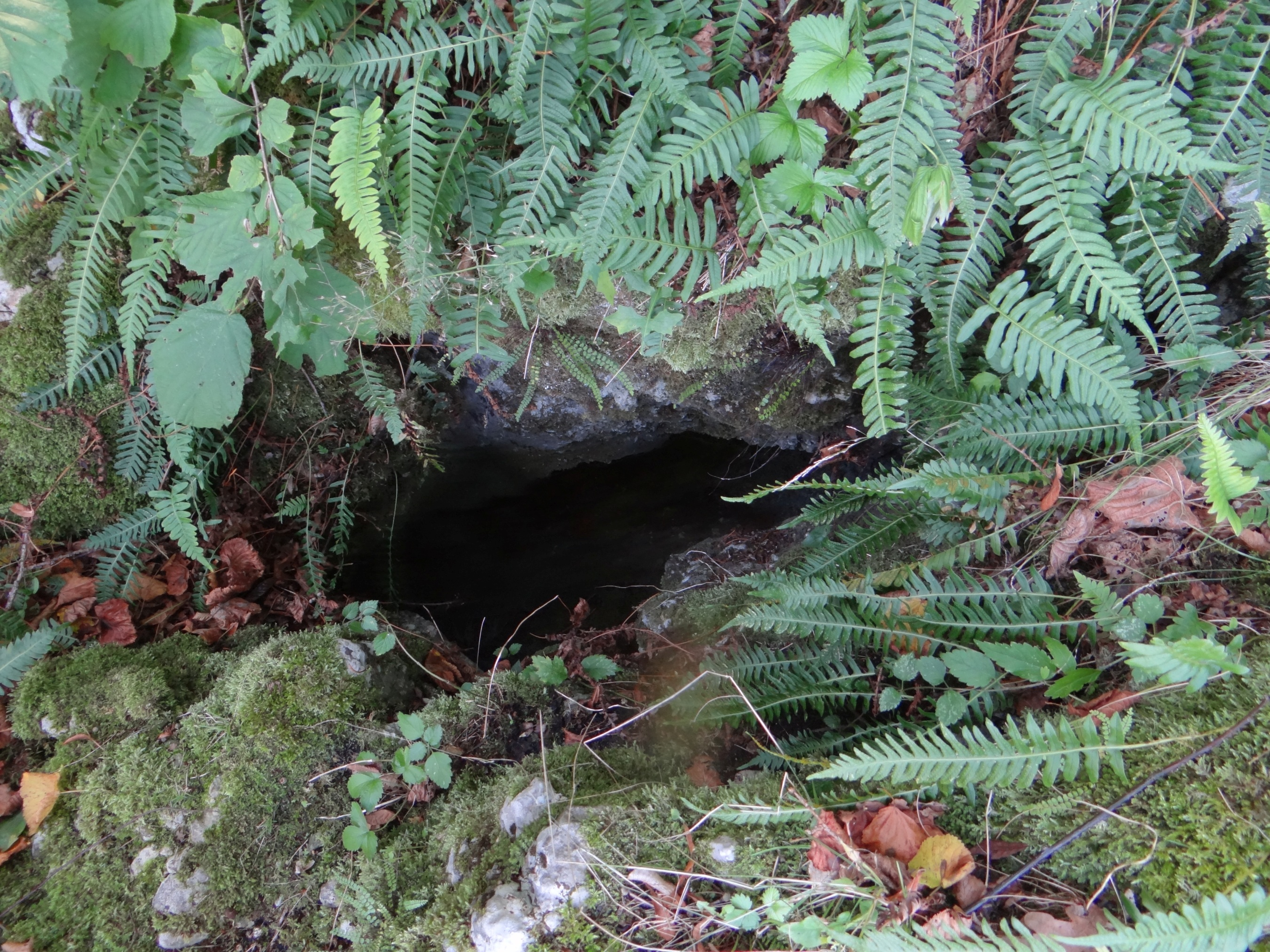
Górny otwór studni
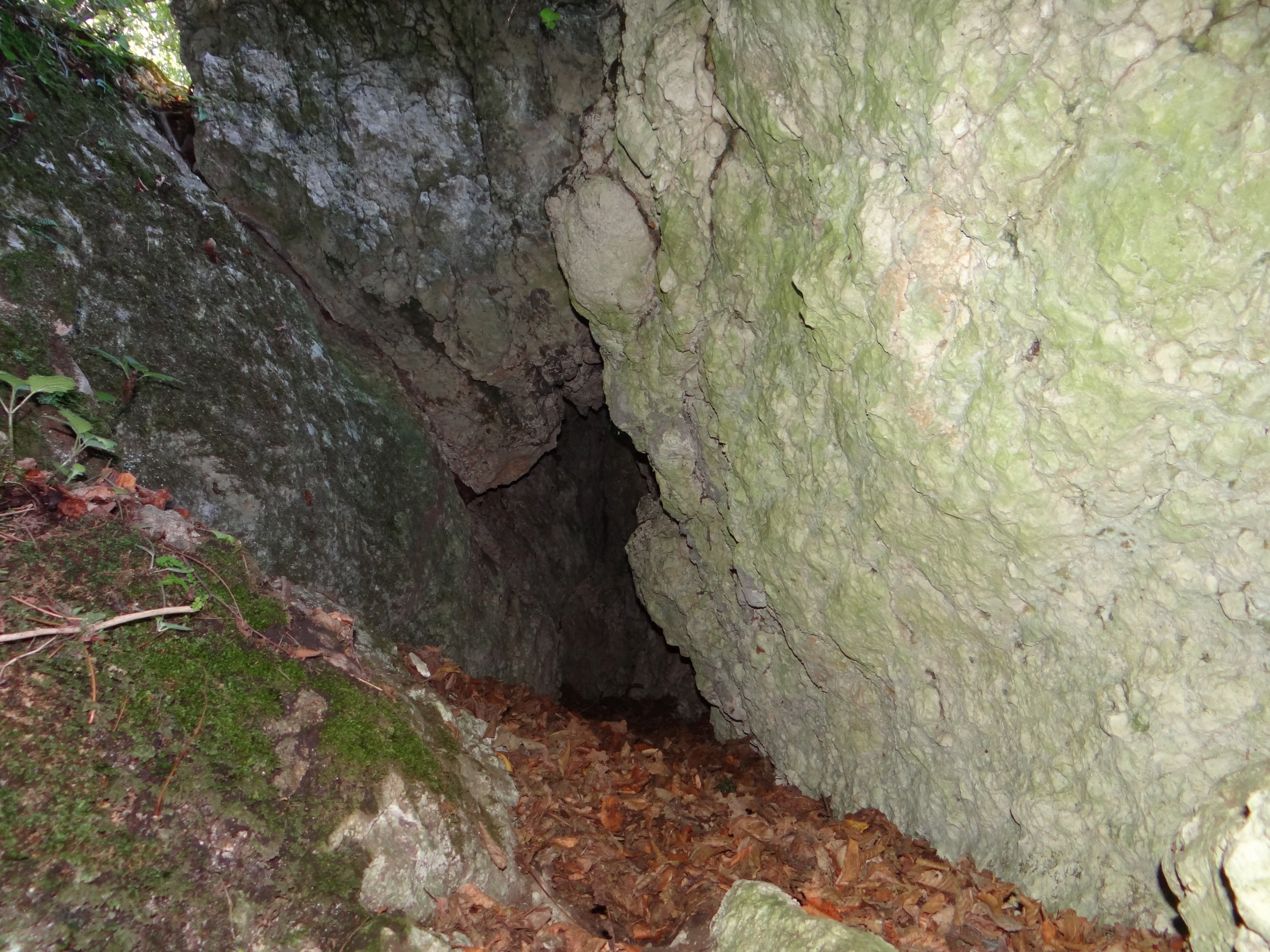
Drugi otwór górny i korytarzyk
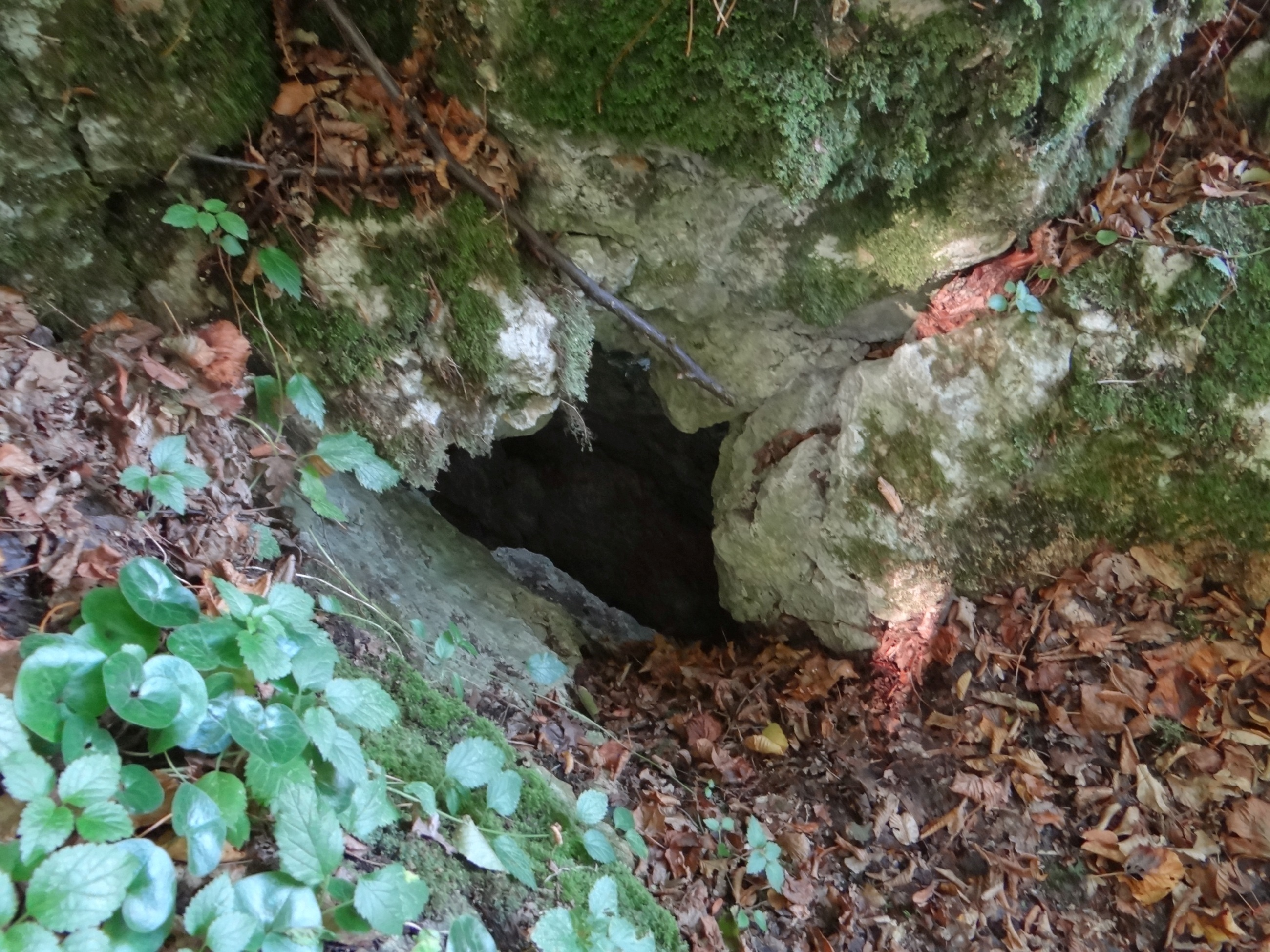
Otwór boczny
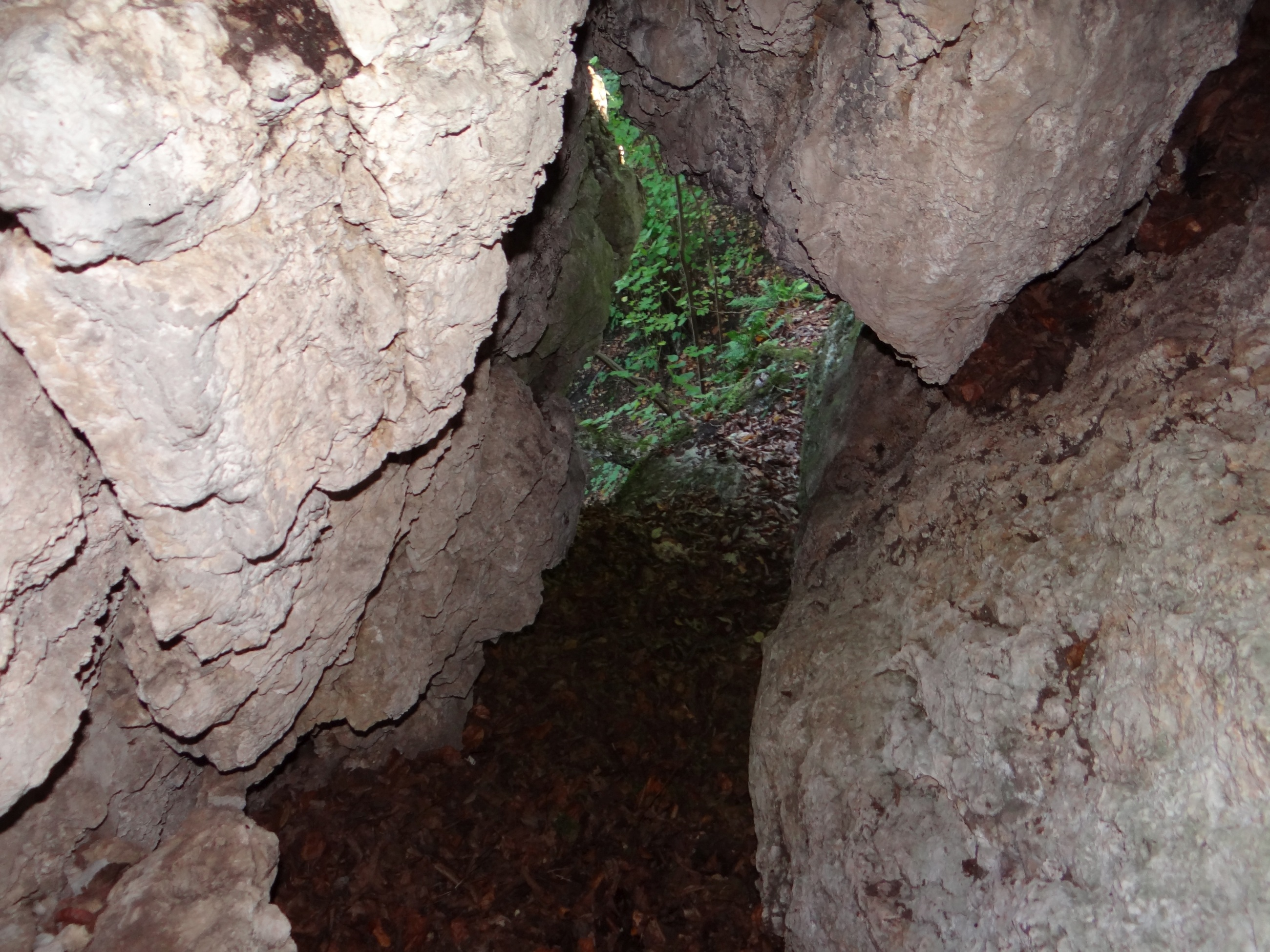
Wnętrze obiektu i otwór boczny